# 25405 Jeffwidder
25405 Jeffwidder (tên chỉ định: 1999 VM32) là một tiểu hành tinh vành đai chính. Nó được phát hiện bởi dự án Nghiên cứu tiểu hành tinh gần Trái Đất Lincoln ở Socorro, New Mexico, ngày 3 tháng 11 năm 1999. Nó được đặt theo tên Jeff Widder, an American educator ở Whitefish Bay, Wisconsin, Hoa Kỳ.